# Castañedo (Belmonte)
Castañedo (asturisch Castañéu) ist eine Parroquia und ein Ort in der Gemeinde Belmonte de Miranda der Autonomen Region Asturien im Norden Spaniens. Die 36 Einwohner (2011) leben auf einer Fläche von 6,57 km². Der Río Narcea durchquert die Parroquia. Belmonte, der Verwaltungssitz der Gemeinde, ist über die „AS-15“ in 12,70 km zu erreichen.

## Sehenswürdigkeiten
- Pfarrkirche Santa María aus dem 17. Jahrhundert